# Halowe Mistrzostwa Świata w Lekkoatletyce 1997 – bieg na 200 m mężczyzn
Bieg na 200 m mężczyzn – jedna z konkurencji rozgrywanych podczas halowych mistrzostw świata w lekkoatletyce w 1997. Eliminacje i półfinały odbyły się 7 marca, a finał został rozegrany 8 marca.
Do konkursu zgłoszonych zostało 35 zawodników z 27 państw.
Zawody w tej konkurencji wygrał reprezentant Stanów Zjednoczonych Kevin Little. Drugą pozycję zajął zawodnik z Kuby Iván García, trzecią zaś reprezentujący Nigerię Francis Obikwelu.

## Wyniki

### Eliminacje
Źródło: 
Bieg 1
| Miejsce | Zawodnik              | Państwo                  | Wynik |
| ------- | --------------------- | ------------------------ | ----- |
| 1.      | Rohsaan Griffin       | Stany Zjednoczone        | 20,85 |
| 2.      | Iván García           | Kuba                     | 21,03 |
| 3.      | Ahmed Douhou          | Wybrzeże Kości Słoniowej | 21,21 |
| 4.      | Prodromos Katsandonis | Cypr                     | 21,32 |
| 5.      | Francisco Navarro     | Malezja                  | 21,33 |
| 6.      | Joanis Nafpliotis     | Grecja                   | 21,76 |

Bieg 2
| Miejsce | Zawodnik           | Państwo           | Wynik |
| ------- | ------------------ | ----------------- | ----- |
| 1.      | Sebastián Keitel   | Chile             | 20,99 |
| 2.      | Ato Boldon         | Trynidad i Tobago | 20,99 |
| 3.      | Angelo Cipolloni   | Włochy            | 21,15 |
| 4.      | Claudinei da Silva | Brazylia          | 21,58 |
| –       | Miguel Janssen     | Aruba             | DNS   |
| –       | Eric Nkansah       | Ghana             | DNS   |

Bieg 3
| Miejsce | Zawodnik           | Państwo           | Wynik |
| ------- | ------------------ | ----------------- | ----- |
| 1.      | Christophe Cheval  | Francja           | 20,94 |
| 2.      | Francis Obikwelu   | Nigeria           | 21,01 |
| 3.      | Patrick van Balkom | Holandia          | 21,15 |
| 4.      | Kōji Itō           | Japonia           | 21,68 |
| 5.      | Neil de Silva      | Trynidad i Tobago | 22,66 |
| 6.      | Doil Aligbane      | Zair              | 23,82 |

Bieg 4
| Miejsce | Zawodnik                   | Państwo         | Wynik |
| ------- | -------------------------- | --------------- | ----- |
| 1.      | Troy Douglas               | Bermudy         | 20,77 |
| 2.      | Erik Wijmeersch            | Belgia          | 21,02 |
| 3.      | Gary Ryan                  | Irlandia        | 21,13 |
| 4.      | Marcelo Brivilati da Silva | Brazylia        | 21,50 |
| 5.      | Javier Verme               | Peru            | 21,98 |
| –       | Douglas Turner             | Wielka Brytania | DSQ   |

Bieg 5
| Miejsce | Zawodnik         | Państwo           | Wynik |
| ------- | ---------------- | ----------------- | ----- |
| 1.      | Kevin Little     | Stany Zjednoczone | 20,73 |
| 2.      | Ivan Šlehobr     | Czechy            | 21,17 |
| 3.      | Gaetan Bernard   | Belgia            | 21,32 |
| 4.      | Han Chaoming     | Chiny             | 21,61 |
| 5.      | Emmanuel Tuffour | Trynidad i Tobago | 21,88 |

Bieg 6
| Miejsce | Zawodnik               | Państwo         | Wynik |
| ------- | ---------------------- | --------------- | ----- |
| 1.      | Geir Moen              | Norwegia        | 21,13 |
| 2.      | Julian Golding         | Wielka Brytania | 21,18 |
| 3.      | Miklós Gyulai          | Węgry           | 21,29 |
| 4.      | Jeorjos Panajiotopulos | Grecja          | 21,97 |
| –       | Giovanni Puggioni      | Włochy          | DNF   |
| –       | Carlos Santa           | Dominikana      | DNS   |

### Półfinały
Źródło: 
Bieg 1
| Miejsce | Zawodnik           | Państwo  | Wynik |
| ------- | ------------------ | -------- | ----- |
| 1.      | Francis Obikwelu   | Nigeria  | 20,82 |
| 2.      | Troy Douglas       | Bermudy  | 20,89 |
| 3.      | Patrick van Balkom | Holandia | 21,08 |
| 4.      | Sebastián Keitel   | Chile    | 21,17 |
| 5.      | Ivan Šlehobr       | Czechy   | 21,61 |
| 6.      | Miklós Gyulai      | Węgry    | 22,13 |

Bieg 2
| Miejsce | Zawodnik       | Państwo           | Wynik |
| ------- | -------------- | ----------------- | ----- |
| 1.      | Ato Boldon     | Trynidad i Tobago | 20,41 |
| 2.      | Kevin Little   | Stany Zjednoczone | 20,46 |
| 3.      | Julian Golding | Wielka Brytania   | 21,15 |
| 4.      | Gaetan Bernard | Belgia            | 21,61 |
| 5.      | Gary Ryan      | Irlandia          | 21,84 |
| –       | Geir Moen      | Norwegia          | DNS   |

Bieg 3
| Miejsce | Zawodnik          | Państwo                  | Wynik |
| ------- | ----------------- | ------------------------ | ----- |
| 1.      | Iván García       | Kuba                     | 20,48 |
| 2.      | Rohsaan Griffin   | Stany Zjednoczone        | 20,52 |
| 3.      | Christophe Cheval | Francja                  | 20,83 |
| 4.      | Erik Wijmeersch   | Belgia                   | 21,33 |
| 5.      | Ahmed Douhou      | Wybrzeże Kości Słoniowej | 21,81 |
| 6.      | Angelo Cipolloni  | Włochy                   | 21,87 |

### Finał
Źródło: 
| Miejsce | Zawodnik         | Państwo           | Wynik |
| ------- | ---------------- | ----------------- | ----- |
| 01 !    | Kevin Little     | Stany Zjednoczone | 20,40 |
| 02 !    | Iván García      | Kuba              | 20,46 |
| 03 !    | Francis Obikwelu | Nigeria           | 21,10 |
| 4.      | Troy Douglas     | Bermudy           | 21,22 |
| 5.      | Rohsaan Griffin  | Stany Zjednoczone | 21,27 |
| –       | Ato Boldon       | Trynidad i Tobago | DNF   |